# Can Puget
Can Puget és un edifici de Manlleu (Osona) catalogat com a bé cultural d'interès local. Actualment és un centre cultural gestionat per l'Ajuntament.

## Història
El 6 d'agost de 1872, l'industrial tèxtil Rafael Puget i Terradas, natural d'Osseja (Alta Cerdanya), va presentar una sol·licitud a l'Ajuntament per a edificar una casa a la plaça Major (actualment Dalt Vila), en uns terrenys que pretenia comprar. Les obres es van iniciar el març del 1876 amb l'enderrocament d'un edifici que ocupava part de la finca, i es van enllestir el 1888n segons consta a dues teules de la teulada.
La família Puget apareix a la novel·la Un senyor de Barcelona, on a través del net del Sr. Puget (que va establir una fàbrica de filats i teixits a Manlleu moguda per l'energia hidràulica del riu Ter), Josep Pla narra el tipus de vida de la societat industrial de mitjans del segle xix.
L'any 1936, en els primers dies de la Guerra Civil, l'edifici va ser saquejat, decomissat i convertit en el Casal Stalin, seu de la secció manlleuenca de la Joventut Socialista Unificada. Després del conflicte, els Puget van recuperar-ne la propietat i el 29 d'abril de 1954, Rafael Puget Pérez-Cabrero, darrer membre de la nissaga, la va vendre a Josep Serra i Valls; la vídua d'aquest, l'11 de desembre de 1981, va signar la venda a l'Ajuntament de Manlleu.

## Descripció
Casa senyorial de planta baixa i tres pisos. A la planta baixa hi ha tres portals, el del mig amb la dovella central decorada. Els balcons es distribueixen al segon i tercer pis, sent el de sobre la porta central més llarg que la resta. Sostenen els balcons unes mènsules. Les finestres corresponents a les golfes són de petites dimensions i la cornisa superior és acanalada. Al damunt hi ha un frontis, també decorat amb motius vegetals.
A la part posterior hi ha un jardí que fa xamfrà amb el carrer d'Alta Cortada.